# Vaidila

Dibuix del segell de Vaidila de 1380. (Original a la col·lecció del Banc Nacional de Belarús).

Vaidila (Woidiło, Voydiło, Woydylo, executat el 1381) va ser un favorit i cunyat de Jogaila, Gran Duc de Lituània. Les Cròniques Lituanes presenten a Vaidila com un ajudant de cuina que va anar pujant fins a entrar a la noblesa després de casar-se amb la germana de Jogaila, Maria, el 1379. Tanmateix el seu retrat va ser objecte de propaganda poc fiable per desacreditar-lo com a oponent polític. Els Cavallers Teutònics esmenten el boiar Vaidila com a governant de Wegebeticht (es creu que estava a prop de Deltuva) i Wayteldorff (Dubrowo, al nord de Lida).
Les Cròniques Lituanes culpa a ell i a Uliana de Tver, la mare de Jogaila, d'iniciar el Tractat de Dovydiškės, que va causar la Guerra Civil Lituana (1381-84). La Crònica estipula que Vaidila tenia una afronta personal contra Kęstutis, que no reconeixia el seu nou estatus de noble. Pels seus serveis negociant la pau entre Jogaila i l'Orde, els Cavallers li van regalar a Vaidila alguna terra a la frontera livona - Samogítia i potser dos hufen (unitat històrica de terra d'Alemanya) de terra a la vora de Ragnit. Quan Kęstutis va prendre el poder breument durant la guerra civil, Vaidila va ser penjat. Jogaila va venjar la seva mort executant Vidimantas i el seu fill Butrimas, parents de Birutė, esposa de Kęstutis.
Si Vaidila era realment un pagès de baix rang, seria el més impactant exemple de mobilitat social dintre de les classes lituanes. Seria l'únic duc lituà que es casés amb una filla d'un governant gedimínida. Aquest matrimoni podria indicar que Jogaila necessitava aliances domèstiques per a mantenir el seu tron després que el seu pare Algirdas morís el 1377 i el seu germanastre major Andréi de Pólotsk va disputar la seva darrera voluntat.